# 2018 a filmművészetben
2018 a filmművészetben a 2018-as év fontosabb filmes eseményeit tartalmazza az alábbiak szerint:

## Sikerfilmek

### Sikerfilmek Magyarországon
Forrás: Box Office Mojo, Hungary Yearly Box Office
| #   | Cím                                            | Forgalmazó    | Bevétel    | Megjelenés   |
| --- | ---------------------------------------------- | ------------- | ---------- | ------------ |
| 1.  | Bosszúállók: Végtelen háború                   | Fórum Hungary | $3 172 176 | április 26.  |
| 2.  | Bohém rapszódia                                | Fórum Hungary | $3 093 023 | november 1.  |
| 3.  | Mamma Mia! Sose hagyjuk abba                   | UIP-Dunafilm  | $2 734 276 | július 19.   |
| 4.  | Aquaman                                        | InterCom Zrt. | $2 357 768 | december 13. |
| 5.  | Jurassic World: Bukott birodalom               | UIP-Dunafilm  | $2 302 082 | június 7.    |
| 6.  | Valami Amerika 3.                              | Vertigo       | $2 048 813 | február 15.  |
| 7.  | Deadpool 2.                                    | Fórum Hungary | $1 963 138 | május 17.    |
| 8.  | Venom                                          | InterCom Zrt. | $1 887 948 | október 4.   |
| 9.  | Hotel Transylvania 3. – Szörnyen rémes vakáció | InterCom Zrt. | $1 885 685 | július 12.   |
| 10. | Legendás állatok: Grindelwald bűntettei        | InterCom Zrt. | $1 854 261 | november 15. |

## Filmbemutatók Magyarországon

### Január
| Dátum | Magyar cím                                  | Eredeti cím                               | Filmstúdió                         | Rendező                    | Főszereplők |
| ----- | ------------------------------------------- | ----------------------------------------- | ---------------------------------- | -------------------------- | --- |
| 4.    | Apavadászat                                 | Father Figures/Bastards                   | Warner Bros.                       | Lawrence Sher              | Owen Wilson, Ed Helms, J. K. Simmons, Glenn Close, Terry Bradshow, Ving Rhames                                                                |
| 4.    | Elit játszma                                | Molly's Game                              | Entertainment One, Pascal Pictures | Aaron Sorkin               | Jessica Chastain, Idris Elba, Kevin Costner, Michael Cera, Jeremy Strong, Chris O’Dowd                                                        |
| 4.    | Insidious – Az utolsó kulcs                 | Insidious: The Last Key                   | Blumhouse Productions              | Adam Robitel               | Kirk Acevedo, Spencer Locke, Josh Stewart, Javier Botet, Lin Shaye, Bruce Davison                                                             |
| 4.    | Lucky                                       | Lucky                                     | Superlative Films                  | John Carroll Lynch         | David Lynch, Ed Begley Jr., Harry Dean Stanton, Ron Livingston, Tom Skerritt                                                                  |
| 4.    | Tad, az utolsó felfedező                    | Tadeo Jones 2: El secreto del Rey Midas   | 4 Cats Pictures                    | Enrique Gato, David Alonso | Óscar Barberán, Michelle Jenner, Adriana Ugarte, Miguel Ángel Jenner, José Corbacho, Roser Batalla                                            |
| 4.    | A vendégek                                  | The Party                                 | Adventure Pictures                 | Sally Potter               | Patricia Clarkson, Bruno Ganz, Cherry Jones, Emily Mortimer, Cillian Murphy, Timothy Spall, Kristin Scott Thomas                              |
| 11.   | The Commuter – Nincs kiszállás              | The Commuter                              | StudioCanal                        | Jaume Collet-Serra         | Liam Neeson, Vera Farmiga, Sam Neill, Patrick Wilson, Elizabeth McGovern                                                                      |
| 11.   | Kicsinyítés                                 | Downsizing                                | Paramount Pictures                 | Alexander Payne            | Matt Damon, Christoph Waltz, Hong Chau, Kristen Wiig, Udo Kier, Jason Sudeikis                                                                |
| 11.   | Fortunata                                   | Fortunata                                 | Indigo Film                        | Sergio Castellitto         | Jasmine Trinca, Stefano Accorsi, Alessandro Borghi, Sergio Castellitto                                                                        |
| 11.   | Viszlát, Christopher Robin                  | Goodbye Christopher Robin                 | Fox Searchlight Pictures           | Simon Curtis               | Domhnall Gleeson, Margot Robbie, Kelly Macdonald, Will Tilston, Alex Lawther                                                                  |
| 11.   | Kutyák és titkok                            | Los Perros                                | Cinémadefacto                      | Marcela Said               | Antonia Zegers, Alfredo Castro, Alejandro Sieveking, Rafael Spregelburd                                                                       |
| 11.   | Prince: Sign ‘o’ The Times (újra bemutatás) | Sign ‘o’ the Times                        | Cineplex-Odeon Films               | Prince, Albert Magnoli     | Prince, Sheila E., Sheena Easton, Dr. Fink, Miko Weaver, Levi Seacer Jr., Eric Leeds, Atlanta Bliss, Wally Safford, Gregory Allen, Boni Boyer |
| 18.   | Gengszterzsaruk                             | Den of Thieves                            | Relativity Media                   | Christian Gudegast         | Gerard Butler, Jordan Bridges, Pablo Schreiber, 50 Cent, Cooper Andrews, Sonya Balmores                                                       |
| 18.   | A legsötétebb óra                           | Darkest Hour                              | Universal                          | Joe Wright                 | Gary Oldman, Lily James, Kristin Scott Thomas, Ben Mendelsohn, Stephen Dillane                                                                |
| 18.   | Floridai álom                               | The Florida Project                       | Freestyle Picture Company          | Sean Baker                 | Brooklynn Prince, Bria Vinaite, Willem Dafoe, Valeria Cotto, Christopher Rivera, Caleb Landry Jones                                           |
| 18.   | 68 lepedő                                   | 68 Kill                                   | Snowfort Pictures                  | Trent Haaga                | Matthew Gray Gubler, AnnaLynne McCord, Alisha Boe, Sheila Vand, Sam Eidson, Eric Podnar                                                       |
| 18.   | Thelma                                      | Thelma                                    | Film i Väst                        | Joachim Trier              | Eili Harboe, Kaya Wilkins, Henrik Rafaelsen, Ellen Dorrit Petersen, Grethe Eltervåg                                                           |
| 18.   | Parázs a szívnek                            | –                                         | Cinema-Film                        | Vámos Zoltán               | Szabó Erika, Viktor Balázs, Bezerédi Zoltán, Kertész Péter, Csőre Gábor                                                                       |
| 25.   | A hentes, a kurva és a félszemű             | –                                         | Unio Film                          | Szász János                | Nagy Zsolt, Gryllus Dorka, Hegedűs D. Géza, Székely B. Miklós, Börcsök Enikő, Andorai Péter, Bognár Gyöngyvér, Peter Wolf                     |
| 25.   | A világ összes pénze                        | All the Money in the World                | Scott Free Productions             | Ridley Scott               | Mark Wahlberg, Michelle Williams, Christopher Plummer, Charlie Plummer                                                                        |
| 25.   | Az útvesztő: Halálkúra                      | Maze Runner: The Death Cure               | 20th Century Fox                   | Wes Ball                   | Rosa Salazar, Thomas Brodie-Sangster, Dylan O’Brien, Kaya Scodelario, Walton Goggins, Nathalie Emmanuel, Giancarlo Esposito, Barry Pepper     |
| 25.   | Három óriásplakát Ebbing határában          | Three Billboards Outside Ebbing, Missouri | Blueprint Pictures                 | Martin McDonagh            | Frances McDormand, Woody Harrelson, Sam Rockwell, Caleb Landry Jones, Kerry Condon, Abbie Cornish, Peter Dinklage                             |
| 25.   | A cukrász                                   | The Cakemaker                             | Laila Films                        | Ofir Raul Graizer          | Sarah Adler, Zohar Shtrauss, Tim Kalkhof, Sandra Sade                                                                                         |

### Február
| Dátum | Magyar cím                            | Eredeti cím                                  | Filmstúdió                           | Rendező                                                  | Főszereplők |
| ----- | ------------------------------------- | -------------------------------------------- | ------------------------------------ | -------------------------------------------------------- | --- |
| 1.    | Fantomszál                            | Phantom Thread                               | Annapurna Pictures, Focus Features   | Paul Thomas Anderson                                     | Daniel Day-Lewis, Lesley Manville, Camilla Rutherford, Vicky Krieps, Jane Perry                                         |
| 1.    | Én, Tonya                             | I, Tonya                                     | LuckyChap Entertainment              | Craig Gillespie                                          | Margot Robbie, Sebastian Stan, Allison Janney, Caitlin Carver, Bobby Cannavale, Mckenna Grace                           |
| 1.    | A Babadook                            | The Babadook                                 | Screen Australia                     | Jennifer Kent                                            | Essie Davis, Noah Wiseman, Daniel Henshall, Hayley McElhinney, Tiffany Lyndall-Knight                                   |
| 1.    | Szeretet nélkül                       | Nelyubov                                     | Non-Stop Productions                 | Andrej Zvjagincev                                        | Alekszej Rozin, Mariana Szpivák, Matvej Novikov, Vladimir Vdovicsenkov, Varvara Shmikova, Janina Hope                   |
| 1.    | Manifesztum                           | Manifesto                                    | Bayerischer Rundfunk                 | Julian Rosefeldt                                         | Cate Blanchett, Erika Bauer, Ruby Bustamante, Carl Dietrich                                                             |
| 8.    | A szabadság ötven árnyalata           | Fifty Shades Freed                           | Universal Pictures                   | James Foley                                              | Dakota Johnson, Jamie Dornan, Eric Johnson, Luke Grimes                                                                 |
| 8.    | Szólíts a neveden                     | Call Me by Your Name                         | Frenesy Film Company                 | Luca Guadagnino                                          | Armie Hammer, Timothée Chalamet, Michael Stuhlbarg, Amira Casar, Esther Garrel, Peter Spears                            |
| 8.    | Teheráni tabuk                        | Tehran Taboo                                 | Little Dream Entertainment           | Ali Soozandeh                                            | Farhad Abadinejad, Jasmina Ali, Rozita Assadollahy, Alireza Bayram, Siir Eloglu                                         |
| 15.   | Fekete Párduc                         | Black Panther                                | Marvel Studios, Walt Disney Pictures | Ryan Coogler                                             | Chadwick Boseman, Michael B. Jordan, Lupita Nyong’o, Martin Freeman, Angela Bassett, Forest Whitaker, Andy Serkis       |
| 15.   | Ősember – Kicsi az ős, de hős!        | Early Man                                    | StudioCanal                          | Nick Park                                                | Tom Hiddleston, Maisie Williams, Eddie Redmayne, Miriam Margolyes, Richard Ayoade, Timothy Spall                        |
| 15.   | Valami Amerika 3.                     | –                                            | SkyFilm Studio                       | Herendi Gábor                                            | Pindroch Csaba, Szabó Győző, Hujber Ferenc, Ónodi Eszter, Oroszlán Szonja, Szervét Tibor, Csuja Imre, Thuróczy Szabolcs |
| 15.   | The Workshop                          | L’atelier                                    | Canal+                               | Laurent Cantet                                           | Marina Foïs, Matthieu Lucci, Florian Beaujean, Mamadou Doumbia                                                          |
| 15.   | Foxtrott                              | Foxtrott                                     | Bord Cadre Films                     | Samuel Maoz                                              | Lior Ashkenazi, Sarah Adler, Yonaton Shiray, Shira Haas                                                                 |
| 22.   | A Pentagon titkai                     | The Post                                     | Amblin Entertainment, DreamWorks     | Steven Spielberg                                         | Meryl Streep, Tom Hanks, Sarah Paulson, Bob Odenkirk, Bruce Greenwood, Alison Brie                                      |
| 22.   | A víz érintése                        | The Shape of Water                           | Fox Searchlight Pictures             | Guillermo del Toro                                       | Sally Hawkins, Octavia Spencer, Michael Shannon, Richard Jenkins, Michael Stuhlbarg, Doug Jones                         |
| 22.   | Éjszakai játék                        | Game Night                                   | New Line Cinema                      | John Francis Daley, Jonathan Goldstein                   | Rachel McAdams, Jesse Plemons, Jason Bateman, Billy Magnussen, Kyle Chandler, Kylie Bunbury                             |
| 22.   | Hihetetlen történet az óriás körtéről | Den utrolige historie om den kæmpestore pære | Nordisk Film Production              | Amalie Næsby Fick, Jørgen Lerdam, Philip Einstein Lipski | Alfred Bjerre Larsen, Liva Elvira Magnussen, Peter Frödin, Søren Pilmark                                                |
| 25.   | Örök tél                              | Örök tél                                     | Szupermodern Stúdió                  | Szász Attila                                             | Gera Marina, Csányi Sándor                                                                                              |

### Március
| Dátum | Magyar cím                                            | Eredeti cím                    | Filmstúdió               | Rendező                                       | Főszereplők |
| ----- | ----------------------------------------------------- | ------------------------------ | ------------------------ | --------------------------------------------- | --- |
| 1.    | Vörös veréb                                           | Red Sparrow                    | Chernin Entertainment    | Francis Lawrence                              | Jennifer Lawrence, Joel Edgerton, Mary-Louise Parker, Jeremy Irons, Ciarán Hinds, Matthias Schoenaerts, Charlotte Rampling   |
| 1.    | Lady Bird                                             | Lady Bird                      | Scott Rudin Productions  | Greta Gerwig                                  | Saoirse Ronan, Laurie Metcalf, Tracy Letts, Lucas Hedges, Timothée Chalamet, Beanie Feldstein                                |
| 1.    | Derült égből család                                   | Momo                           | TF1 Films Production     | Vincent Lobelle, Sébastien Thiery             | Christian Clavier, Catherine Frot, Sébastien Thiery, Pascale Arbillot, Marie Colapietro                                      |
| 1.    | A szelíd teremtés                                     | Krotkaja                       | Slot Machine             | Szergej Loznyica                              | Vaszilina Makovcseva, Valeriu Andriutã, Liza Akedzsakova, Szergej Kolesov, Dimitrij Bikovszki                                |
| 1.    | Vonat Busanba – Zombi expressz                        | Busanhaeng                     | Next Entertainment World | Sang-ho Yeon                                  | Yoo Gong, Yu-mi Jung, Dong-seok Ma, Su-an Kim, Eui-sung Kim                                                                  |
| 8.    | 12 katona                                             | 12 Strong                      | Jerry Bruckheimer Films  | Nicolai Fuglsig                               | Chris Hemsworth, Michael Shannon, William Fichtner, Michael Peña, Navid Negahban, Trevante Rhodes, Ben O’Toole               |
| 8.    | Bosszúvágy                                            | Death Wish                     | MGM                      | Eli Roth                                      | Bruce Willis, Vincent D’Onofrio, Elisabeth Shue, Dean Norris, Camila Morrone                                                 |
| 8.    | A hely                                                | The Place                      | Medusa Film              | Paolo Genovese                                | Valerio Mastandrea, Marco Giallini, Alessandro Borghi, Silvio Muccino, Alba Rohrwacher                                       |
| 8.    | Vándorszínészek                                       | –                              | Filmstreet               | Sándor Pál                                    | Martinovics Dorina, Mohai Tamás, Gáspár Sándor, Hegedűs D. Géza, Rudolf Péter, Nagy-Kálózy Eszter                            |
| 8.    | Hívatlanok 2. – Éjjeli préda                          | The Strangers: Prey at Night   | thefyzz                  | Johannes Roberts                              | Christina Hendricks, Bailee Madison, Martin Henderson, Lewis Pullman, Emma Bellomy, Damian Maffei                            |
| 8.    | Sötétben                                              | Aus dem Nichts                 | Bombero International    | Fatih Akın                                    | Diane Kruger, Denis Moschitto, Numan Acar, Johannes Krisch, Ulrich Brandhoff                                                 |
| 8.    | Ismael szellemei                                      | Les fantômes d’Ismaël          | France 2 Cinéma, Canal+  | Arnaud Desplechin                             | Mathieu Amalric, Marion Cotillard, Charlotte Gainsbourg, Louis Garrel, Alba Rohrwacher                                       |
| 8.    | A művészet templomai – Kincseskamrák: A csodák világa | Wunderkammer: World of Wonders | –                        | Francesco Invernizzi                          | Alexis Kugel, Luca Cableri, Jean Hubert Martin, David Ghezelbash, Loic Malle, Roberto Balzani, Annalisa Zanni, Lavinia Galli |
| 15.   | Tomb Raider                                           | Tomb Raider                    | MGM                      | Roar Uthaug                                   | Alicia Vikander, Hannah John-Kamen, Walton Goggins, Kristin Scott Thomas, Dominic West, Daniel Wu, Nick Frost                |
| 15.   | A párizsi vonat                                       | The 15:17 to Paris             | Warner Bros.             | Clint Eastwood                                | Jenna Fischer, Judy Greer, Thomas Lennon, Jaleel White, Tony Hale                                                            |
| 15.   | Nyúl Péter                                            | Peter Rabbit                   | Columbia Pictures        | Will Gluck                                    | Margot Robbie, Daisy Ridley, Domhnall Gleeson, Elizabeth Debicki, Rose Byrne, Sam Neill, James Corden                        |
| 15.   | Szellemek háza                                        | Winchester                     | Blacklab Entertainment   | Michael Spierig, Peter Spierig                | Helen Mirren, Sarah Snook, Finn Scicluna-O’Prey, Jason Clarke, Tyler Coppin, Emm Wiseman                                     |
| 15.   | Láthatás                                              | Jusqu’à la garde               | France 3 Cinéma          | Xavier Legrand                                | Léa Drucker, Denis Ménochet, Thomas Gioria, Saadia Bentaïeb, Coralie Russier                                                 |
| 15.   | Sztálin halála                                        | The Death of Stalin            | Gaumont                  | Armando Iannucci                              | Steve Buscemi, Simon Russell Beale, Jeffrey Tambor, Paddy Considine, Olga Kurylenko, Michael Palin                           |
| 22.   | Gringo                                                | Gringo                         | Amazon Studios           | Nash Edgerton                                 | David Oyelowo, Charlize Theron, Joel Edgerton, Amanda Seyfried, Thandiwe Newton, Sharlto Copley                              |
| 22.   | A hűséges                                             | Le Fidèle                      | Savage Film              | Michaël R. Roskam                             | Matthias Schoenaerts, Adèle Exarchopoulos, Eric De Staercke, Stefaan Degand, Kerem Can                                       |
| 22.   | Nap nap után                                          | Every Day                      | Metro-Goldwyn-Mayer      | Michael Sucsy                                 | Angourie Rice, Justice Smith, Debby Ryan, Jeni Ross, Lucas Jade Zumann                                                       |
| 22.   | Sherlock Gnomes                                       | Sherlock Gnomes                | Paramount Pictures       | John Stevenson                                | Emily Blunt, Johnny Depp, James McAvoy, Maggie Smith, Chiwetel Ejiofor, Michael Caine                                        |
| 29.   | Ready Player One                                      | Ready Player One               | Warner Bros.             | Steven Spielberg                              | Tye Sheridan, Simon Pegg, T. J. Miller, Mark Rylance, Olivia Cooke                                                           |
| 29.   | Mária Magdolna                                        | Mary Magdalene                 | Universal Pictures       | Garth Davis                                   | Rooney Mara, Joaquin Phoenix, Chiwetel Ejiofor, Ariane Labed, Sarah-Sofie Boussnina, Denis Ménochet                          |
| 29.   | Viszontlátásra odafönt                                | Au revoir là-haut              | Gaumont                  | Albert Dupontel                               | Nahuel Pérez Biscayart, Albert Dupontel, Laurent Lafitte, Niels Arestrup, Émilie Dequenne, Mélanie Thierry                   |
| 29.   | Maja, a méhecske – A mézcsata                         | Maya the Bee: The Honey Games  | Studio 100 Media         | Noel Cleary, Sergio Delfino, Alexs Stadermann | Coco Jack Gillies, Benson Jack Anthony, Richard Roxburgh, Justine Clarke                                                     |
| 29.   | Lajkó – Cigány az űrben                               | –                              | KMH Film                 | Lengyel Balázs                                | Keresztes Tamás, Gyabronka József, Pálffy Tibor, Papadimitriu Athina, Trokán Anna, Trokán Nóra, Szirtes Ági                  |

### Április
| Dátum | Magyar cím                                 | Eredeti cím                               | Filmstúdió          | Rendező                  | Főszereplők |
| ----- | ------------------------------------------ | ----------------------------------------- | ------------------- | ------------------------ | --- |
| 5.    | Tűzgyűrű: Lázadás                          | Pacific Rim: Uprising                     | Universal Pictures  | Steven S. DeKnight       | Scott Eastwood, John Boyega, Tian Jing, Adria Arjona, Charlie Day, Kikucsi Rinko |
| 12.   | Genezis                                    | –                                         | Hungaricom          | Bogdán Árpád             | Cseh Anna Marie, Csordás Milán, Illési Enikő |
| 12.   | Hurrikán meló                              | The Hurricane Heist                       | Dream Team Films    | Rob Cohen                | Toby Kebbell, Maggie Grace, Ryan Kwanten, Ralph Ineson, Melissa Bolona, Ben Cross |
| 12.   | Rampage – Tombolás                         | Rampage                                   | New Line Cinema     | Brad Peyton              | Dwayne Johnson, Jeffrey Dean Morgan, Malin Åkerman, Joe Manganiello, Naomie Harris |
| 19.   | Éjjeli napfény                             | Midnight Sun                              | Wrigley Pictures    | Scott Speer              | Bella Thorne, Patrick Schwarzenegger, Rob Riggle, Quinn Shephard, Ken Tremblett, Nicholas Coombe |
| 19.   | Ghostland – A rettegés háza                | Ghostland                                 | 5656 Films          | Pascal Laugier           | Crystal Reed, Anastasia Phillips, Emilia Jones, Taylor Hickson, Mylène Farmer |
| 19.   | Jönnek a kacsák                            | Duck Duck Goose                           | Original Force      | Christopher Jenkins      | Jim Gaffigan, Zendaya, Lance Lim, Greg Proops, Natasha Leggero, Diedrich Bader |
| 19.   | Veszett vidék                              | Sweet Country                             | Sweet Country Films | Warwick Thornton         | Bryan Brown, Sam Neill, Matt Day, Tremayne Doolan, Anni Finsterer |
| 19.   | Senki sem tökéletes                        | Bonne pomme                               | France 2 Cinéma     | Florence Quentin         | Gérard Depardieu, Catherine Deneuve, Chantal Ladesou, Guillaume de Tonquédec, Grégoire Ludig |
| 19.   | Vad Balaton                                | –                                         | Natfilm Hungary     | Mosonyi Szabolcs         | Csankó Zoltán (narrátor) |
| 26.   | Bosszúállók: Végtelen háború               | Avengers: Infinity War                    | New Line Cinema     | Anthony Russo, Joe Russo | Chris Evans, Chris Pratt, Elizabeth Olsen, Tom Holland, Robert Downey Jr., Zoë Saldana, Benedict Cumberbatch, Dave Bautista, Paul Bettany, Chris Hemsworth, Scarlett Johansson, Josh Brolin, Mark Ruffalo |
| 26.   | Belle és Sébastien 3. – Mindörökké barátok | Belle et Sébastien 3, le dernier chapitre | –                   | Clovis Cornillac         | Félix Bossuet, Tchéky Karyo, Clovis Cornillac |
| 26.   | Bűbáj herceg és a nagy varázslat           | Charming                                  | –                   | Ross Venokur             | Demi Lovato, Wilmer Valderrama, Sia, Nia Vardalos, Ashley Tisdale, Avril Lavigne, G.E.M., John Cleese |

### Május
| Dátum | Magyar cím                                  | Eredeti cím                     | Filmstúdió                                     | Rendező                           | Főszereplők |
| ----- | ------------------------------------------- | ------------------------------- | ---------------------------------------------- | --------------------------------- | --- |
| 3.    | Kutyák szigete                              | Isle of Dogs                    | American Empirical Pictures, Indian Paintbrush | Wes Anderson                      | Bryan Cranston, Koyu Rankin, Edward Norton, Bill Murray, Jeff Goldblum, Frances McDormand, Scarlett Johansson, Harvey Keitel           |
| 3.    | Hang nélkül                                 | A Quiet Place                   | Paramount Pictures                             | John Krasinski                    | Emily Blunt, John Krasinski, Noah Jupe, Millicent Simmonds                                                                             |
| 3.    | Színpadon az életem                         | Marvin ou la belle éducation    | P.A.S. Productions, Ciné@, F Comme Film        | Anne Fontaine                     | Isabelle Huppert, Charles Berling, Catherine Mouchet, Grégory Gadebois, Vincent Macaigne, India Hair                                   |
| 3.    | Szűzőrség                                   | Blockers                        | DMG Entertainment                              | Kay Cannon                        | Leslie Mann, John Cena, Ike Barinholtz, Geraldine Viswanathan, Ramona Young, Kathryn Newton, Gina Gershon, Gary Cole                   |
| 3.    | Taxi 5.                                     | Taxi 5                          | EuropaCorp                                     | Franck Gastambide                 | Franck Gastambide, Malik Bentalha, Bernard Farcy, Salvatore Esposito, Edouard Montoute, Sabrina Ouazani                                |
| 10.   | 7 vérfagyasztó nap                          | 7 days of Entebbe               | Working Title Films, Participant Media         | José Padilha                      | Rosamund Pike, Daniel Brühl, Eddie Marsan, Ben Schnetzer, Nonso Anozie                                                                 |
| 10.   | A partiállat                                | Life of the Party               | New Line Cinema, On the Day, Warner Bros.      | Ben Falcone                       | Melissa McCarthy, Gillian Jacobs, Adria Arjona, Debby Ryan, Maya Rudolph, Christina Aguilera                                           |
| 10.   | Kutyaszorítóban (újra bemutatás)            | Reservoir Dogs                  | Live Entertainment                             | Quentin Tarantino                 | Harvey Keitel, Tim Roth, Michael Madsen, Chris Penn, Steve Buscemi, Quentin Tarantino                                                  |
| 10.   | A bosszú                                    | Revenge                         | ADS Service                                    | Coralie Fargeat                   | Matilda Anna Ingrid Lutz, Kevin Janssens, Vincent Colombe, Guillaume Bouchède                                                          |
| 10.   | Szicíliai kísértettörténet                  | Sicilian Ghost Story            | Indigo Film                                    | Antonio Piazza, Fabio Grassadonia | Julia Jedlikowska, Gaetano Fernandez, Corinne Musallari, Andrea Falzone                                                                |
| 10.   | Egy lélegzetnyire                           | Dans la brume                   | Section9, Esprits Frappeurs, Quad Productions  | Daneil Roby                       | Romain Duris, Olga Kurylenko, Fantine Harduin, Michel Robin                                                                            |
| 10.   | Három hegycsúcs                             | Three Peaks                     | Echo Film, Rohfilm                             | Jan Zabeil                        | Alexander Fehling, Bérénice Bejo, Arian Montgomery                                                                                     |
| 10.   | Így csajozz egy földönkívülivel             | How to Talk to Girls at Parties | Little Punk                                    | John Cameron Mitchell             | Elle Fanning, Nicole Kidman, Ruth Wilson, Matt Lucas, Stephen Campbell Moore                                                           |
| 17.   | Deadpool 2.                                 | Deadpool 2                      | Marvel Entertainment                           | David Leitch                      | Ryan Reynolds, Josh Brolin, Morena Baccarin, T. J. Miller, Bill Skarsgård, Brianna Hildebrand, Eddie Marsan                            |
| 17.   | Igaz történet alapján                       | D’après une histoire vraie      | Mars Films                                     | Roman Polański                    | Emmanuelle Seigner, Eva Green, Vincent Pérez, Dominique Pinon, Noémie Lvovsky, Damien Bonnard                                          |
| 17.   | Sosem voltál itt                            | You Were Never Really Here      | Why Not Productions                            | Lynne Ramsay                      | Joaquin Phoenix, Judith Roberts, Ekaterina Samsonov, Dante Pereira-Olson, Vinicius Damasceno                                           |
| 17.   | Viktoria                                    | Viktoria                        | Mandragora                                     | Maya Vitkova                      | Irmena Chichikova, Daria Vitkova, Kalina Vitkova, Mariana Krumova, Dimo Dimov, Georgi Spasov, Anastasia Ingilizova, Svetoslav Draganov |
| 24.   | Solo: Egy Star Wars-történet                | Solo: A Star Wars Story         | Walt Disney Pictures, Lucasfilm Ltd.           | Ron Howard                        | Emilia Clarke, Alden Ehrenreich, Thandiwe Newton, Woody Harrelson, Donald Glover, Paul Bettany, Jon Favreau                            |
| 31.   | Könyvklub – avagy az alkony ötven árnyalata | Book Club                       | Apartment Story                                | Bill Holderman                    | Diane Keaton, Jane Fonda, Candice Bergen, Andy García, Don Johnson, Alicia Silverstone, Richard Dreyfuss                               |
| 31.   | Átejtve                                     | Overboard                       | Metro-Goldwyn-Mayer                            | Bob Fisher, Rob Greenberg         | Anna Faris, Eugenio Derbez, Eva Longoria, Swoosie Kurtz, Emily Maddison                                                                |
| 31.   | Vigyázz, kész, Morc!                        | Here Comes the Grump            | Anima Estudios, Prime Focus World              | Andrés Couturier                  | Lily Collins, Toby Kebbell, Ian McShane                                                                                                |
| 31.   | Szörnyek és szerelmek                       | Il racconto dei racconti        | Archimede, Le Pacte, Rai Cinema                | Matteo Garrone                    | Salma Hayek, Vincent Cassel, Toby Jones, John C. Reilly                                                                                |

### Június
| Dátum | Magyar cím                         | Eredeti cím                             | Filmstúdió                                  | Rendező                       | Főszereplők |
| ----- | ---------------------------------- | --------------------------------------- | ------------------------------------------- | ----------------------------- | --- |
| 7.    | Jurassic World: Bukott birodalom   | Jurassic World: Fallen Kingdom          | Universal Pictures, Legendary Entertainment | Juan Antonio Bayona           | Bryce Dallas Howard, Chris Pratt, Ted Levine, Jeff Goldblum, James Cromwell, Geraldine Chaplin, Toby Jones                                                                  |
| 7.    | Örökség                            | Hereditary                              | PalmStar Media, Windy Hill Pictures         | Ari Aster                     | Toni Collette, Gabriel Byrne, Alex Wolff, Milly Shapiro, Ann Dowd, Mallory Bechtel, Zachary Arthur                                                                          |
| 14.   | Gotti                              | Gotti                                   | Emmett/Furla/Oasis Films                    | Kevin Connolly                | John Travolta, Spencer Rocco Lofranco, Kelly Preston, Pruitt Taylor Vince, Stacy Keach, Ella Bleu Travolta                                                                  |
| 14.   | Túl szexi lány                     | I Feel Pretty                           | Voltage Pictures                            | Abby Kohn, Marc Silverstein   | Amy Schumer, Michelle Williams, Emily Ratajkowski, Tom Hopper, Rory Scovel                                                                                                  |
| 14.   | Kutyaparádé                        | Show Dogs                               | Open Road Films                             | Raja Gosnell                  | Will Arnett, Alan Cumming, Natasha Lyonne, Stanley Tucci, RuPaul, Shaquille O’Neal, Ludacris                                                                                |
| 14.   | Az élet napos oldala               | Solsidan                                | FLX, Jarowskij AB                           | Felix Herngren, Måns Herngren | Felix Herngren, Mia Skäringer, Johan Rheborg, Josephine Bornebusch, Henrik Dorsin                                                                                           |
| 14.   | Vissza a gyökerekhez               | La ch’tite famille                      | Pathé                                       | Dany Boon                     | Dany Boon, Line Renaud, Laurence Arné, Pierre Richard, François Berléand |
| 21.   | Ocean’s 8 – Az évszázad átverése   | Ocean’s 8                               | Village Roadshow Pictures                   | Gary Ross                     | Sandra Bullock, Cate Blanchett, Helena Bonham Carter, Anne Hathaway, Rihanna, Mindy Kaling, Sarah Paulson, Awkwafina, Matt Damon, Dakota Fanning, Olivia Munn, Katie Holmes |
| 21.   | Felelsz vagy mersz                 | Truth or Dare                           | Universal Pictures                          | Jeff Wadlow                   | Lucy Hale, Tyler Posey, Violett Beane, Nolan Gerard Funk, Hayden Szeto |
| 21.   | Merülés a szerelembe               | Submergence                             |                                             | Wim Wenders                   | Alicia Vikander, James McAvoy, Alexander Siddig |
| 21.   | Gombos Jim és Lukács, a masiniszta | Jim Knopf und Lukas der Lokomotivführer |                                             | Dennis Gansel                 | Henning Baum, Solomon Gordon, Kao Chenmin, Leighanne Esperanzate |
| 21.   | Kszi, Simon                        | Love, Simon                             | 20th Century Fox                            | Greg Berlanti                 | Nick Robinson, Katherine Langford, Alexandra Shipp, Jorge Lendeborg Jr., Miles Heizer, Keiynan Lonsdale, Logan Miller                                                       |
| 28.   | Sicario 2. – A zsoldos             | Sicario: Day of the Soldado             | Black Label Media                           | Stefano Sollima               | Josh Brolin, Benicio del Toro, Isabela Moner, Catherine Keener, Matthew Modine, Jeffrey Donovan, Christopher Heyerdahl                                                      |
| 28.   | Szupercella 2. – Hades             | Escape Plan 2: Hades                    | Summit Entertainment                        | Steven C. Miller              | Sylvester Stallone, 50 Cent, Dave Bautista, Huang Xiaoming, Jaime King |

### Július
| Dátum | Magyar cím                                     | Eredeti cím                           | Filmstúdió                                  | Rendező                 | Főszereplők |
| ----- | ---------------------------------------------- | ------------------------------------- | ------------------------------------------- | ----------------------- | --- |
| 5.    | A Hihetetlen család 2.                         | Incredibles 2                         | Walt Disney Pictures/Pixar                  | Brad Bird               | Samuel L. Jackson, Sophia Bush, Holly Hunter, Jonathan Banks, Catherine Keener                                                       |
| 5.    | Egy burka, egy nadrág                          | Cherchez la femme                     | The Film                                    | Sou Abadi               | Félix Moati, William Lebghil, Camélia Jordana                                                                                        |
| 5.    | Haverok harca                                  | Tag                                   | New Line Cinema                             | Jeff Tomsic             | Ed Helms, Jake Johnson, Annabelle Wallis, Rashida Jones, Isla Fisher, Leslie Bibb, Hannibal Buress, Jon Hamm, Jeremy Renner          |
| 5.    | Papás-babás                                    | Daddy Cool                            | Les Improductibles                          | Maxime Govare           | Vincent Elbaz, Laurance Arné, Jean-Francois Cayrey                                                                                   |
| 5.    | Ramen shop – Ízek a múltból                    | Ramen Teh                             | Knockonwood, Zhao Wei Films                 | Eric Khoo               | Beatrice Chien, Tetsuya Bessho, Seiko Matsuda                                                                                        |
| 5.    | Sodródás                                       | Adrift                                | STX Entertainment, Lakeshore Entertainment  | Baltasar Kormákur       | Shailene Woodley, Sam Claflin, Grace Palmer, Jeffrey Thomas                                                                          |
| 12.   | Felhőkarcoló                                   | Skyscraper                            | Universal Pictures, Legendary Entertainment | Rawson Marshall Thurber | Dwayne Johnson, Neve Campbell, Chin Han, Pablo Schreiber, Roland Møller                                                              |
| 12.   | Férfiak fecskében                              | Swimming with Men                     | Met Film Production                         | Oliver Parker           | Rupert Graves, Jane Horrocks, Thomas Turgoose, Charlotte Riley, Rob Brydon, Nathaniel Parker, Daniel Eghan                           |
| 12.   | Hotel Transylvania 3. – Szörnyen rémes vakáció | Hotel Transylvania 3: Summer Vacation | Columbia, Sony                              | Genndy Tartakovsky      | Adam Sandler, Andy Samberg, Fran Drescher, Mel Brooks, Selena Gomez, Steve Buscemi, Kevin James                                      |
| 19.   | Mamma Mia! Sose hagyjuk abba                   | Mamma Mia! Here We Go Again           | Universal Pictures                          | Ol Parker               | Meryl Streep, Lily James, Amanda Seyfried, Colin Firth, Pierce Brosnan                                                               |
| 26.   | A Hangya és a Darázs                           | Ant-Man and the Wasp                  | Marvel Studios                              | Peyton Reed             | Paul Rudd, Evangeline Lilly, Hannah John-Kamen, Michelle Pfeiffer, Walton Goggins, Michael Douglas, Michael Peña, Laurence Fishburne |
| 26.   | Escobar                                        | Loving Pablo                          | Escobar Films                               | Fernando León de Aranoa | Penélope Cruz, Javier Bardem, Peter Sarsgaard, Óscar Jaenada, Lillian Blankenship, Julieth Restrepo                                  |

### Augusztus
| Dátum | Magyar cím                      | Eredeti cím                            | Filmstúdió                                | Rendező                                   | Főszereplők |
| ----- | ------------------------------- | -------------------------------------- | ----------------------------------------- | ----------------------------------------- | --- |
| 2.    | Mission: Impossible – Utóhatás  | Mission: Impossible – Fallout          | Bad Robot, Paramount Pictures             | Christopher McQuarrie                     | Tom Cruise, Rebecca Ferguson, Vanessa Kirby, Henry Cavill, Michelle Monaghan, Angela Bassett, Simon Pegg, Sean Harris, Alec Baldwin, Ving Rhames |
| 2.    | Barátom, Róbert Gida            | Christopher Robin                      | Walt Disney Pictures                      | Marc Forster                              | Ewan McGregor, Hayley Atwell, Toby Jones, Jim Cummings                                                                                           |
| 2.    | Ahol a gonosz lakik             | El habitante                           | Bh5, Purgatorio                           | Guillermo Amoedo                          | María Evoli, Vanesa Restrepo, Carla Adell, Gabriela de la Garza, Flavio Medina                                                                   |
| 2.    | Luis és a Zűrlények             | Luis & the Aliens                      | Ulysses Filmproduktion                    | Christoph Lauenstein, Wolfgang Lauenstein | Callum Maloney, Dermot Magennis, Ian Coppinger, Paul Tylak                                                                                       |
| 9.    | Meg – Az őscápa                 | The Meg                                | Apelles Entertainment                     | Jon Turteltaub                            | Jason Statham, Ruby Rose, Cliff Curtis, Rainn Wilson, Robert Taylor                                                                              |
| 9.    | A kíméletlen                    | A Prayer Before Dawn                   | Senorita Films, Indochina Productions     | Jean-Stéphane Sauvaire                    | Joe Cole, Vithaya Pansringarm, Panya Yimmumphai, Nicolas Shake                                                                                   |
| 9.    | Sötét elmék                     | The Darkest Minds                      | 21 Laps Entertainment                     | Jennifer Yuh Nelson                       | Bradley Whitford, Mandy Moore, Gwendoline Christie, Amandla Stenberg, Harris Dickinson, Golden Brooks, Wade Williams                             |
| 9.    | Az én hősöm                     | Le retour du héros                     | StudioCanal                               | Laurent Tirard                            | Jean Dujardin, Mélanie Laurent, Noémie Merlant, Féodor Atkine, Mathilde Roehrich                                                                 |
| 16.   | A kém, aki dobott engem         | The Spy Who Dumped Me                  | Lionsgate                                 | Susanna Fogel                             | Mila Kunis, Sam Heughan, Kate McKinnon, Justin Theroux, Gillian Anderson, Ólafur Darri Ólafsson                                                  |
| 16.   | A védelmező 2.                  | The Equalizer 2                        | Columbia Pictures                         | Antoine Fuqua                             | Denzel Washington, Pedro Pascal, Bill Pullman, Melissa Leo, Jonathan Scarfe, Orson Bean                                                          |
| 16.   | Az elrabolt hercegnő            | Vykradena pryntsesa: Ruslan i Lyudmyla | Animagrad Animation Studio                | Oleh Malamuzh                             | Nadezhda Dorofeeva, Aleksey Zavgorodniy, Yevhen Malukha, Serhiy Prytula                                                                          |
| 16.   | Szoba gyerekkel kiadó           | Les dents, pipi et au lit              | CG Cinéma, SND Films, M6 Films            | Emmanuel Gillibert                        | Arnaud Ducret, Louise Bourgoin, Timéo Bolland, Saskia de Melo Dillais, Laurent Ferraro                                                           |
| 23.   | Slender Man – Az ismeretlen rém | Slender Man                            | Madhouse Entertainment                    | Sylvain White                             | Joey King, Javier Botet, Julia Goldani Telles, Jaz Sinclair, Kevin Chapman                                                                       |
| 23.   | Alfa                            | Alpha                                  | Studio 8                                  | Albert Hughes                             | Natassia Malthe, Kodi Smit-McPhee, Leonor Varela, Jóhannes Haukur Jóhannesson, Jens Hultén, Mercedes de la Zerda                                 |
| 23.   | Fák jú, Tanár úr! 3.            | Fack ju Göhte 3                        | Constantin Film                           | Bora Dagtekin                             | Elyas M’Barek, Katja Riemann, Jella Haase, Sandra Hüller, Uschi Glas                                                                             |
| 23.   | Kaliforniai rémálom             | Under the Silver Lake                  | Vendian Entertainment, Stay Gold Features | David Robert Mitchell                     | Andrew Garfield, Sydney Sweeney, Topher Grace, Jimmi Simpson, Riley Keough, Callie Hernandez                                                     |
| 30.   | Bűbájosok                       | Demi soeurs                            | Empreinte Cinema                          | Saphia Azzeddine, François-Régis Jeanne   | Sabrina Ouazani, Alice David, Charlotte Gabris, Patrick Chesnais, Ouidad Elma                                                                    |
| 30.   | Könyvesbolt a tengerparton      | The Bookshop                           | Green Films                               | Isabel Coixet                             | Emily Mortimer, Bill Nighy, Patricia Clarkson, Hunter Tremayne, Honor Kneafsey, Frances Barber                                                   |
| 30.   | Virágvölgy                      | –                                      | FocusFox                                  | Csuja László                              | Berényi Bianka, Réti László, Kozma Károly, Kardos György, Kardos Róbert                                                                          |
| 30.   | A jelenés                       | L’apparition                           | Curiosa Films                             | Xavier Giannoli                           | Vincent Lindon, Galatéa Bellugi, Patrick d’Assumçao, Anatole Taubman, Elina Löwensohn, Bruno Georis                                              |

### Szeptember
| Dátum | Magyar cím                                       | Eredeti cím                                      | Filmstúdió                       | Rendező                  | Főszereplők |
| ----- | ------------------------------------------------ | ------------------------------------------------ | -------------------------------- | ------------------------ | --- |
| 3.    | Az apáca                                         | The Nun                                          | New Line Cinema                  | Corin Hardy              | Taissa Farmiga, Bonnie Aarons, Jonny Coyne, Charlotte Hope, Demián Bichir, Bordán Lili                                                       |
| 3.    | Végállomás: esküvő                               | Destination Wedding                              | thefyzz                          | Victor Levin             | Keanu Reeves, Winona Ryder, Dj Dallenbach, Greg Lucey, D. Rosh Wright, Ted Dubost                                                            |
| 3.    | Az utolsó pogány király                          | Redbad                                           | Rebel Entertainment              | Roel Reiné               | Jonathan Banks, Huub Stapel, Lisa Smit, Loes Haverkort, Gijs Naber, Søren Malling                                                            |
| 3.    | Tegnap                                           | Hier                                             | Mirage Film                      | Kenyeres Bálint          | Vlad Ivanov, Féodor Atkine, Djemel Barek, Jo Prestia, Johanna ter Steege, Toulou Kiki                                                        |
| 3.    | Jonas Kaufmann: Csillagok alatt – Waldbühne 2018 | Jonas Kaufmann: Under The Stars – Waldbühne 2018 | –                                | Frank Hof                | Jonas Kaufmann |
| 13.   | Predator – A ragadozó                            | The Predator                                     | 20th Century Fox                 | Shane Black              | Boyd Holbrook, Olivia Munn, Sterling K. Brown, Alfie Allen, Thomas Jane, Jake Busey, Yvonne Strahovski                                       |
| 13.   | Egy kis szívesség                                | A Simple Favor                                   | BRON Studios                     | Paul Feig                | Blake Lively, Anna Kendrick, Linda Cardellini, Henry Golding, Rupert Friend, Kelly McCormack                                                 |
| 13.   | Remélem legközelebb sikerül hallanod             | –                                                | –                                | Schwechtje Mihály        | Herr Szilvia, Varga Kristóf, Polgár Csaba, Rácz Dávid, Kardos Róbert, Lénárt Judit, Schell Judit                                             |
| 20.   | Johnny English újra lecsap                       | Johnny English Strikes Again                     | Studio Canal, Universal Pictures | David Kerr               | Rowan Atkinson, Emma Thompson, Olga Kurylenko, Jake Lacy, Ben Miller, Pippa Bennett-Warner                                                   |
| 20.   | Keresés                                          | Searching                                        | Bazelevs Entertainment           | Aneesh Chaganty          | John Cho, Debra Messing, Joseph Lee, Michelle La, Dominic Hoffman                                                                            |
| 20.   | Briliáns válás                                   | Brillantissime                                   | France 2018                      | Michéle Laroque          | Michele Laroque, Kad Merad, Françoise Fabian, Julien Arruti, Nadege Beausson-Diagne                                                          |
| 27.   | Csuklyások – BlacKkKlansman                      | BlacKkKlansman                                   | Legendary Entertainment          | Spike Lee                | John David Washington, Adam Driver, Laura Harrier, Robert John Burke, Isiah Whitlock Jr., Alec Baldwin, Michael Buscemi                      |
| 27.   | Peppermint – A bosszú angyala                    | Peppermint                                       | Lakeshore Entertainment          | Pierre Morel             | Jennifer Garner, Tyson Ritter, Annie Ilonzeh, John Gallagher Jr., John Ortiz                                                                 |
| 27.   | Horror Park                                      | Hell Fest                                        | Valhalla Motion Pictures         | Gregory Plotkin          | Amy Forsch, Reign Edwards, Bex Taylor-Klaus                                                                                                  |
| 27.   | Apróláb                                          | Smallfoot                                        | Warner Animation Group           | Karey Kirkpatrick        | Channing Tatum, Zendaya, Gina Rodriguez |
| 27.   | Napszállta                                       | Sunset                                           |                                  | Nemes Jeles László       | Jakab Juli, Vlad Ivanov, Bárdos Judit, Balsai Móni, Molnár Levente, Björn Freiberg, Susanne Wuest, Zsótér Sándor                             |
| 27.   | Volt egyszer egy téka                            | –                                                | hetediksorközepe                 | Csizmazia „Cheese” Gábor | Rudolf Péter, Hajós András, Simon Kornél, Puskás Peti, Mucsi Zoltán, Pálfi György, Mátyássy Áron, Miklauzic Bence, Gigor Attila, Orosz Dénes |
| 27.   | Utoya, július 22.                                | Utoya 22. july                                   |                                  | Erik Poppe               | Andrea Berntzen, Aleksander Holmen, Brede Fristad, Elli Rhiannon Müller Osbourne, Sorosh Sadat                                               |
| 27.   | Victor Crowley                                   | Victor Crowley                                   | ArieScope Pictures               | Adam Green               | Parry Shen, Kane Hodder, Laura Ortiz, Dave Sheridan                                                                                          |
| 27.   | Paraziták a Paradicsomban                        | –                                                |                                  | Kasvinszki Attila        | Marozsán Erika, Rába Roland, Pető Kata, Kovács Krisztián, Kozma Károly, Pál András, Porogi Ádám                                              |

### Október
| Dátum            | Magyar cím                                       | Eredeti cím                            | Filmstúdió                          | Rendező                                                                      | Főszereplők |
| ---------------- | ------------------------------------------------ | -------------------------------------- | ----------------------------------- | ---------------------------------------------------------------------------- | --- |
| 4.               |                                                  |                                        |                                     |                                                                              | |
| Csillag születik | A Star is Born                                   | Warner Bros.                           | Bradley Cooper                      | Bradley Cooper, Lady Gaga, Andrew Silverstein, Dave Chappelle, Sam Elliott   | |
| Kékről álmodom   | Blue My Mind                                     | Zürcher Hochschule der Künste          | Lisa Brühlmann                      | Luna Wedler, Zoë Pastelle Holthuizen, Regula Grauwiller, Rachel Braunschweig | |
| Nevem: Thomas    | Il mio nome è Thomas                             | Paloma Productions                     | Terence Hill                        | Terence Hill, Veronica Bitto, Andy Luotto, Guia Jelo                         | |
| Venom            | Venom                                            | Columbia Pictures                      | Ruben Fleischer                     | Tom Hardy, Riz Ahmed, Michelle Williams, Jenny Slate, Reid Scott, Scott Haze | |
| 11.              | A meztelen Juliet                                | Juliet, Naked                          | Los Angeles Media Fund              | Jesse Peretz                                                                 | Chris O’Dowd, Rose Byrne, Kitty O’Beirne, Ethan Hawke |
| 11.              | Húzós éjszaka az El Royale-ban                   | Bad Times at the El Royale             | 20th Century Fox                    | Drew Goddard                                                                 | Dakota Johnson, Chris Hemsworth, Jon Hamm, Jeff Bridges, Katharine Isabelle, Manny Jacinto                                                                     |
| 11.              | Határeset                                        | Gräns                                  | Meta Spark & Kärnfilm               | Ali Abbasi                                                                   | Eva Melander, Eero Milonoff, Viktor Åkerblom, Jörgen Thorsson                                                                                                  |
| 11.              | Az a hülye szív                                  | Dieses bescheuerte Herz                | Constantin Film                     | Marc Rothemund                                                               | Elyas M’Barek, Philip Schwarz, Nadine Wrietz, Uwe Preuss, Jo Kern                                                                                              |
| 11.              | Látlak                                           | I Still See You                        | Gold Circle Films                   | Scott Speer                                                                  | Bella Thorne, Dermot Mulroney, Richard Harmon, Louis Herthum, Sara Thompson, Shaun Benson                                                                      |
| 11.              | Könnyű leckék                                    | –                                      | Éclipse Film                        | Zurbó Dorottya                                                               | Kafi |
| 11.              | Sötét folyosók                                   | Down a Dark Hall                       | Fickle Fish Films                   | Rodrigo Cortés                                                               | AnnaSophia Robb, Uma Thurman, Isabelle Fuhrman, Victoria Moroles, Noah Silver, Taylor Russell                                                                  |
| 11.              | A néma forradalom                                | Das schweigende Klassenzimmer          | Akzente Film- und Fernsehproduktion | Lars Kraume                                                                  | Jonas Dassler, Michael del Coco, Sina Ebell, Judith Engel, Tom Gramenz, Michael Gwisdek                                                                        |
| 18.              | Az első ember                                    | First Man                              | Amblin Entertainment, DreamWorks    | Damien Chazelle                                                              | Ryan Gosling, Claire Foy, Jason Clarke, Ciarán Hinds, Kyle Chandler, Corey Stoll, Olivia Hamilton                                                              |
| 18.              | A fakír, aki egy IKEA szekrényben ragadt         | The Extraordinary Journey of the Fakir | Brio Films, Scope Pictures          | Ken Scott                                                                    | Dhanush, Bérénice Bejo, Erin Moriarty, Barkhad Abdi, Gérard Jugnot, Ben Miller                                                                                 |
| 18.              | Patrick – Ebbel szebb az élet                    | Patrick                                | Wagging Tale Productions, BondIt    | Mandie Fletcher                                                              | Beattie Edmondson, Ed Skrein, Tom Bennett, Scott Chambers, Jennifer Saunders, Emilia Jones                                                                     |
| 18.              | Pelyhes – Kalandra fel!                          | Ploey – You Never Fly Alone            | GunHil, Cyborn                      | Árni Ásgeirsson                                                              | Jamie Oram, Harriet Perring, Iain Stuart Robertson, Richard Cotton, Thorunn Erna Clausen                                                                       |
| 18.              | Nyitva                                           | –                                      | Megafilm                            | Nagypál Orsi                                                                 | Radnay Csilla, Kovács Lehel, Péterfy Bori, Ötvös András, Jordán Adél, Lénárdt Laura                                                                            |
| 25.              | 22 mérföld                                       | Miles 22                               | STX Entertainment                   | Peter Berg                                                                   | Lauren Cohan, Mark Wahlberg, John Malkovich, Ronda Rousey, Iko Uwais, Sala Baker                                                                               |
| 25.              | A bűnös                                          | Den skyldige                           | Nordisk Film / SPRING               | Gustav Möller                                                                | Jakob Cedergren, Jessica Dinnage, Omar Shargawi, Johan Olsen, Jacob Lohmann                                                                                    |
| 25.              | Halloween                                        | Halloween                              | Blumhouse Productions               | David Gordon Green                                                           | Jamie Lee Curtis, Judy Greer, Andi Matichak, James Jude Courtney, Will Patton                                                                                  |
| 25.              | Libabőr 2. – Hullajó Halloween                   | Goosebumps 2: Haunted Halloween        | Columbia Pictures                   | Ari Sandel                                                                   | Wendi McLendon-Covey, Madison Iseman, Jeremy Ray Taylor, Caleel Harris, Ken Jeong                                                                              |
| 25.              | Legénybúcsú Bt.                                  | Budapest                               | Labyrinthe Films                    | Xavier Gens                                                                  | Amélina Limousin, Alice Belaïdi, Alix Poisson, Camille Zorel, Manu Payet, Jennifer Karen                                                                       |
| 25.              | Defekt                                           | Downrange                              | Genco                               | Ryûhei Kitamura                                                              | Kelly Connaire, Stephanie Pearson, Rod Hernandez, Anthony Kirlew, Alexa Yeames, Jason Tobias                                                                   |
| 25.              | Egri csillagok (újra bemutatás)                  | –                                      | Mafilm                              | Várkonyi Zoltán                                                              | Sinkovits Imre, Kovács István, Venczel Vera, Bárdy György, Bitskey Tibor, Szemere Vera, Latinovits Zoltán, Agárdy Gábor, Ruttkai Éva, Gobbi Hilda, Koncz Gábor |
| 31.              | Halloween – A rémület éjszakája (újra bemutatás) | Halloween                              | Columbia Pictures                   | John Carpenter                                                               | Donald Pleasence, Jamie Lee Curtis, Tony Moran, P.J. Soles, Charles Cyphers, Kyle Richards                                                                     |

### November
| Dátum | Magyar cím                                                      | Eredeti cím                                        | Filmstúdió                                 | Rendező | Főszereplők |
| ----- | --------------------------------------------------------------- | -------------------------------------------------- | ------------------------------------------ | --- | --- |
| 1.    | Bohém rapszódia                                                 | Bohemian Rhapsody                                  | New Regency Pictures, Queen Films Ltd.     | Bryan Singer | Rami Malek, Lucy Boynton, Joseph Mazzello, Mike Myers, Ben Hardy, Aidan Gillen                                         |
| 1.    | X – A rendszerből törölve                                       | –                                                  | Focusfox Stúdió                            | Ujj Mészáros Károly | Balsai Mónika, Schmied Zoltán, Kulka János, Bede-Fazekas Szabolcs, Básti Juli, Hámori Ildikó, Szirtes Ági, Szabó Győző |
| 1.    | A Hunter Killer küldetés                                        | Hunter Killer                                      | Millenium Films, Hunter Killer Productions | Donovan Marsh | Gerard Butler, Michael Nyqvist, Gary Oldman, Linda Cardellini, Michael Gor                                             |
| 1.    | A végzet órája                                                  | The House with a Clock in Its Walls                | DreamWorks                                 | Eli Roth | Jack Black, Cate Blanchett, Owen Vaccaro, Kyle MacLachlan, Renée Elise Goldsberry, Colleen Camp                        |
| 1.    | Bérgyilkost fogadtam                                            | Dead in a Week: Or Your Money Back                 | Guild of Assassins                         | Tom Edmunds | Tom Wilkinson, Aneurin Barnard, Freya Mavor, Gethin Anthony, Christopher Eccleston                                     |
| 1.    | A szent és a farkas                                             | Lazzaro felice                                     | Tempesta, Amka Films Productions           | Alice Rohrwacher | Adriano Tardiolo, Agnese Graziani, Luca Chikovani, Alba Rohrwacher, Sergi López                                        |
| 1.    | Nagyi Projekt                                                   | Granny Project                                     | Gallivant Film, Új Budapest Filmstúdió     | Révész Bálint | Rosanne Colchester, Merredith Colchester, Gudrun Dechamps, Ruben Woodin-Dechamps, Révész Lívia, Révész Bálint          |
| 8.    | Ami nem öl meg                                                  | The Girl in the Spider’s Web                       | Metro-Goldwyn-Mayer                        | Fede Alvarez | Sylvia Hoeks, Claire Foy, Lakeith Stanfield, Sverrir Gudnason, Stephen Merchant                                        |
| 8.    | Egy nap                                                         | –                                                  | Filmpartners, Sparks                       | Szilágyi Zsófia | Szamosi Zsófia, Füredi Leo, Barcza Ambrus, Varga-Blaskó Zorka, Gárdos Márk, Láng Annamária, Vándor Éva, Hajduk Károly  |
| 8.    | Sóhajok                                                         | Suspiria                                           | Frenesy Film Company                       | Luca Guadagnino | Dakota Johnson, Tilda Swinton, Chloë Grace Moretz, Doris Hick, Malgorzata Bela, Angela Winkler                         |
| 8.    | Pizzarománc                                                     | Little Italy                                       | Firsttake Entertainment                    | Donald Petrie | Emma Roberts, Hayden Christensen, Alyssa Milano, Danny Aiello, Andrea Martin, Jane Seymour                             |
| 8.    | Donyeci történetek                                              | Donbass                                            | Arthouse Traffic                           | Szergej Loznyica | Valeriu Andriutã, Jevgenyij Csisztyakov, Georgij Delijev                                                               |
| 8.    | Gyújtogatók                                                     | Beoning                                            | Pine House Film                            | Lee Chang-dong | Steven Yuan, Ah-In Yoo, Jong-seo Jeon, Seong-kun Mun                                                                   |
| 8.    | A tanú (újra bemutatás)                                         | –                                                  | MAFILM 1. Játékfilmstúdió                  | Bacsó Péter | Kállai Ferenc, Őze Lajos, Fábri Zoltán, Monori Lili, Both Béla, Bicskey Károly, Kézdy György                           |
| 15.   | Legendás állatok: Grindelwald bűntettei                         | Fantastic Beasts: The Crimes of Grindelwald        | Warner Bros.                               | David Yates | Eddie Redmayne, Katherine Waterston, Johnny Depp, Jude Law, Ezra Miller, Zoë Kravitz                                   |
| 15.   | A belleville-i zsaru                                            | Le Flic de Belleville                              | Tessalit Productions, Davis-Films          | Rachid Bouchareb | Omar Sy, Luis Guzmán, Biyouna, Diem Nguyen, Eriq Ebouaney, Issaka Sawadogo                                             |
| 15.   | Gyémánthajsza                                                   | Siberia                                            | Buffalo Gal Pictures                       | Matthew Ross | Keanu Reeves, Boris Gulyarin, Ashley St. George, Veronica Ferres, Pasha D. Lychnikoff                                  |
| 15.   | Lány                                                            | Girl                                               | Menuet Producties                          | Lukas Dhont | Victor Polster, Arieh Worthalter, Oliver Bodart, Tijmen Govaerts                                                       |
| 15.   | Ruben Brandt, a gyűjtő                                          | Ruben Brandt, Collector                            | Ruben Brandt                               | Milorad Krstić | Kamarás Iván, Makranczi Zalán, Hámori Gabriella, Paul Bellantoni                                                       |
| 15.   | A sértés                                                        | L’insulte                                          | Rouge International                        | Ziad Doueiri | Adel Karam, Kamel El Basha, Camille Salameh, Diamand Bou Abboud, Rita Hayek                                            |
| 22.   | A diótörő és a négy birodalom                                   | The Nutcracker and the Four Realms                 | Walt Disney Pictures                       | Lasse Hallström, Joe Johnston                                                                                                  | Mackenzie Foy, Keira Knightley, Morgan Freeman, Helen Mirren                                                           |
| 22.   | Nyughatatlan özvegyek                                           | Widows                                             | Regency Enterprises                        | Steve McQueen | Viola Davis, Michelle Rodriguez, Elizabeth Debicki, Liam Neeson, Jon Bernthal, Robert Duvall, Colin Farrell            |
| 22.   | Styx – Hamis szelek                                             | Styx                                               | Schiwago Film                              | Wolfgang Fischer | Susanne Wolff, Gedion Oduor Wekesa, Felicity Babao, Alexander Beyer, Inga Birkenfeld                                   |
| 22.   | Cinema Paradiso                                                 | Nuovo Cinema Paradiso                              | Cristaldifilm                              | Giuseppe Tornatore | Philippe Noiret, Enzo Cannavale, Antonella Attili, Leo Gullotta                                                        |
| 22.   | Mission Kathmandu: The Adventures of Nelly & Simon              | Mission Kathmandu: The Adventures of Nelly & Simon | Productions 10th Ave                       | Pierre Greco, Nancy Florence Savard                                                                                            | Sylvie Moreau, Guillaume Lemay-Thivierge, Rachid Badouri, Stéphane Crête                                               |
| 22.   | Film Farm 2                                                     | –                                                  | Film Farm                                  | Reich Dániel, Madarász Isti, Tóth Barnabás, Lengyel Balázs, Dell’Edera Dávid, Borsos Miklós, Szilágyi Fanni, Dombrovszki Linda | Anger Zsolt, Trill Zsolt, Csuja Imre, Pogány Judit, Szerémi Zoltán, Tóth Ildikó                                        |
| 22.   | Paranormal Drive                                                | Marshrut postroen                                  | Ultra Film                                 | Oleg Assadulin | Pavel Chinarjov, Szvetlana Ustinova, Vitalija Kornienko, Diana Melison, Tatjana Kuznetsova                             |
| 22.   | A művészet templomai: Van Gogh – Búzamezők és borús égbolt közt | Van Gogh: Tra il grano e il cielo                  | Nexo Digital                               | Giovanni Piscaglia | Valeria Bruni Tedeschi, Marco Goldin, Eva Rovers                                                                       |
| 29.   | A ház, amit Jack épített                                        | The House That Jack Built                          | Zentropa Entertainments                    | Lars von Trier | Matt Dillon, Bruno Ganz, Uma Thurman, Siobhan Fallon Hogan, Riley Keough, Jeremy Davies                                |
| 29.   | A karácsony mentőakció                                          | Santa & Cie                                        | Gaumont                                    | Alain Chabat | Alain Chabat, Golshifteh Farahani, Pio Marmaï, Audrey Tautou, Grégoire Ludig                                           |
| 29.   | Lucia látomásai                                                 | Troppa grazia                                      | Rai Cinema                                 | Gianni Zanasi | Alba Rohrwacher, Elio Germano, Giuseppe Battiston, Hadas Yaron, Carlotta Natoli                                        |
| 29.   | A texasi láncfűrészes mészárlás (újra bemutatás)                | The Texas Chain Saw Massacre                       | Vortex                                     | Tobe Hooper | Marilyn Burns, Edwin Neal, Allen Danziger, William Vail, Teri McMinn, Edwin Neal                                       |

### December
| Dátum | Magyar cím                       | Eredeti cím                       | Filmstúdió                                       | Rendező                                       | Főszereplők                                                                                           |
| ----- | -------------------------------- | --------------------------------- | ------------------------------------------------ | --------------------------------------------- | --- |
| 6.    | Robin Hood                       | Robin Hood                        | Summit Entertainment                             | Otto Bathurst                                 | Taron Egerton, Jamie Foxx, Ben Mendelsohn, Eve Hewson, Jamie Dornan, F. Murray Abraham                |
| 6.    | A Grincs                         | The Grinch                        | Universal Pictures, Illumination Entertainment   | Yarrow Cheney, Scott Mosier                   | Benedict Cumberbatch, Cameron Seely, Rashida Jones, Pharrell Williams, Tristan O’Hare                 |
| 6.    | Amikor lehunyod a szemed         | Mara                              | Mann Made Films                                  | Clive Tonge                                   | Olga Kurylenko, Craig Conway, Javier Botet                                                            |
| 6.    | Lengemesék 2 – Tél a nádtengeren | –                                 | Cinemon Entertainment                            | Pálfi Zsolt                                   | Faragó András, Kecskés Karina, Molnár Levente, Bolla Róbert                                           |
| 6.    | BÚÉK                             | –                                 | Flashback Productions                            | Goda Krisztina                                | Szávai Viktória, Mészáros Béla, Bata Éva, Hevér Gábor, Lengyel Tamás, Törőcsik Franciska, Elek Ferenc |
| 13.   | Aquaman                          | Aquaman                           | DC Comics, Warner Bros.                          | James Wan                                     | Jason Momoa, Nicole Kidman, Amber Heard, Willem Dafoe, Dolph Lundgren, Patrick Wilson                 |
| 13.   | Álommeló                         | Second Act                        | STX Entertainment                                | Peter Segal                                   | Jennifer Lopez, Milo Ventimiglia, Vanessa Hudgens, Leah Remini, Treat Williams                        |
| 13.   | Pókember: Irány a Pókverzum!     | Spider-Man: Into the Spider-Verse | Columbia Pictures, Lord Miller, Marvel Animation | Bob Persichetti, Peter Ramsey, Rodney Rothman | Hailee Steinfeld, Nicolas Cage, Mahershala Ali, Liev Schreiber, Jake Johnson, John Mulaney            |
| 13.   | Milliárdos fiúk klubja           | Billionaire Boys Club             | Armory Films                                     | James Cox                                     | Ansel Elgort, Kevin Spacey, Taron Egerton, Emma Roberts, Jeremy Irvine                                |
| 20.   | Mary Poppins visszatér           | Mary Poppins Returns              | Walt Disney Pictures                             | Rob Marshall                                  | Emily Blunt, Dick Van Dyke, Meryl Streep, Emily Mortimer, Colin Firth, Ben Whishaw, Julie Walters     |
| 20.   | ŰrDongó                          | Bumblebee                         | Bay Films, Di Bonaventura Pictures               | Travis Knight                                 | Hailee Steinfeld, Justin Theroux, Angela Bassett, John Cena, John Ortiz                               |
| 20.   | Az Úr hangja                     | –                                 | KMH Film                                         | Pálfi György                                  | Polgár Csaba, Eric Peterson, Kiss Diána Magdolna, Fekete Ádám, Bánsági Ildikó                         |
| 20.   | Párizs császára                  | L’Empereur de Paris               | Gaumont                                          | Jean-François Richet                          | Olga Kurylenko, Vincent Cassel, Freya Mavor, August Diehl, Denis Ménochet, Denis Lavant               |
| 20.   | Hozzám jössz, haver?             | Épouse-moi mon pote               |                                                  | Tarek Boudali                                 | Tarek Boudali, Philippe Lacheau, Charlotte Gabris                                                     |
| 20.   | Silvio és a többiek              | Loro                              |                                                  | Paolo Sorrentino                              | Toni Servillo, Elena Sofia Ricci, Riccardo Scamarcio, Kasia Smutniak                                  |
| 27.   | Holmes és Watson                 | Holmes & Watson                   | Columbia Pictures                                | Etan Cohen                                    | Will Ferrell, John C. Reilly, Ralph Fiennes, Kelly Macdonald, Rebecca Hall, Hugh Laurie, Steve Coogan |
| 27.   | Ragadozó városok                 | Mortal Engines                    | Media Rights Capital                             | Christian Rivers                              | Hugo Weaving, Hera Hilmar, Jihae, Robert Sheehan, Stephen Lang, Frankie Adams, Leila George           |
| 27.   | Rossz versek                     | –                                 | With Films du Balibari, Les                      | Reisz Gábor                                   | Reisz Gábor, Nagy Katica, Kovács Zsolt, Takács Katalin, Seres Donát, Hajdú Szabolcs                   |
| 27.   | Én vagyok a Vihar                | Io sono Tempesta                  |                                                  | Daniele Luchetti                              | Eleonora Danco, Elio Germano, Marco Giallini, Jo Sung                                                 |

## Moziban nem játszott filmek
| Év   | Magyar cím Eredeti cím                                                              | Főszereplők                                                                           | Műfaj                      |
| ---- | ----------------------------------------------------------------------------------- | ------------------------------------------------------------------------------------- | -------------------------- |
| 2018 | Időcsavar (A Wrinkle in Time)                                                       | Chris Pine, Reese Witherspoon, Zach Galifianakis, Michael Peña, Oprah Winfrey         | fantasztikus               |
| 2018 | Sivatagi madarak (The Yellow Birds)                                                 | Toni Collette, Alden Ehrenreich, Jennifer Aniston, Tye Sheridan, Jack Huston          | dráma, háborús             |
| 2018 | Pál, Krisztus apostola (Paul Apostle of Christ)                                     | James Caviezel, James Faulkner, Olivier Martinez, Joanne Whalley, John Lynch          | dráma, történelmi          |
| 2018 | Lego szuperhősök – Flash, a villám (Lego DC Comics Super Heroes: The Flash)         | James Arnold Taylor, Dwight Schultz                                                   | animációs                  |
| 2018 | Bérgyilkos Mary (Mary Proud)                                                        | Taraji P. Henson, Billy Brown, Danny Glover, Margaret Avery                           | akció, thriller            |
| 2018 | Fahrenheit 451 (Fahrenheit 451)                                                     | Michael B. Jordan, Sofia Boutella, Michael Shannon, Aaron Davis                       | dráma, sci-fi              |
| 2017 | Nincs választás (PARADOX)                                                           | Louis Koo, Tony Jaa, Yue Wu                                                           | akció                      |
| 2017 | Menedék (El secreto de Marrowbone)                                                  | George MacKay, Anya Taylor-Joy, Charlie Heaton                                        | dráma, horror              |
| 2017 | A bátrak (Only the Brave)                                                           | Josh Brolin, Miles Teller, Jeff Bridges Jennifer Connelly, Taylor Kitsch              | dráma, életrajzi           |
| 2017 | Mélytorok: A Watergate-sztori (Mark Felt: The Man Who Brought Down the White House) | Liam Neeson, Diane Lane, Marton Csokas                                                | dráma, életrajzi           |
| 2017 | A jogdoktor (Roman J. Israel, Esq.)                                                 | Denzel Washington, Colin Farrell, Carmen Ejogo, Amari Cheatom                         | dráma, jogi                |
| 2017 | Ugyanúgy más, mint én (Same Kind of Different as Me)                                | Renée Zellweger, Jon Voight, Djimon Hounsou, Greg Kinnear                             | dráma                      |
| 2017 | Bostoni erő (Stronger)                                                              | Jake Gyllenhaal, Tatiana Maslany, Miranda Richardson, Clancy Brown                    | dráma, életrajzi           |
| 2017 | Csak most kezdődik (Just Getting Started)                                           | Morgan Freeman, Tommy Lee Jones, Rene Russo, Joe Pantoliano                           | akció, vígjáték            |
| 2017 | Megcsalási engedély (Permission)                                                    | Rebecca Hall, Dan Stevens, Jason Sudeikis, Gina Gershon                               | dráma, vígjáték            |
| 2017 | A rabbi meg a lánya (Disobedience)                                                  | Rachel McAdams, Rachel Weisz, Anton Lesser, Alessandro Nivola                         | dráma, romantikus          |
| 2017 | Agglegények (The Bachelors)                                                         | J. K. Simmons, Odeya Rush, Jean Louisa Kelly, Julie Delpy                             | vígjáték, dráma            |
| 2017 | Fűfoltok (All Summers End)                                                          | Tye Sheridan, Pablo Schreiber, Annabeth Gish, Kaitlyn Dever                           | dráma                      |
| 2017 | A látogatók (The Recall)                                                            | R.J. Mitte, Wesley Snipes, Laura Bilgeri, Niko Pepaj                                  | horror, Sci-fi             |
| 2017 | Küzdelem a magasban (Altitude)                                                      | Denise Richards, Jonathan Lipnicki, Dolph Lundgren, Kirk Barker                       | horror, Sci-fi             |
| 2017 | Két testvér, egy lövés (Arsenal)                                                    | John Cusack, Nicolas Cage, Adrian Grenier, Johnathon Schaech                          | akció, krimi               |
| 2017 | Párosan szép az élet (I Do... Until I Don't)                                        | Ed Helms, Lake Bell, Amber Heard, Paul Reiser                                         | vígjáték                   |
| 2017 | Az utolsó gyermek (Blue World Order)                                                | Stephen Hunter, Kendra Appleton, Billy Zane                                           | akció, sci-fi              |
| 2016 | Farkasok az ajtónál (Wolves at the Door)                                            | Jane Kaczmarek, Elizabeth Henstridge, Katie Cassidy, Chris Mulkey, Lucas Adams        | horror, thriller           |
| 2016 | Kickboxer: A bosszú ereje (Kickboxer: Vengeance)                                    | Alain Moussi, Jean-Claude Van Damme, Dave Bautista, Gina Carano, Darren Shahlavi      | akció, krimi, dráma        |
| 2016 | A gyilkos markában (A Kind of Murder)                                               | Patrick Wilson, Jessica Biel, Vincent Kartheiser, Eddie Marsan                        | misztikus, thriller        |
| 2016 | A gonosz odabent vár (Within)                                                       | Michael Vartan, Erin Moriarty, Nadine Velazquez, Ronnie Gene Blevins, JoBeth Williams | horror, thriller           |
| 2016 | Fiam nélkül soha (A Family Man)                                                     | Gerard Butler, Willem Dafoe, Alison Brie, Alfred Molina, Maxwell Jenkins              | dráma                      |
| 2016 | Tudatalatti hadviselés (Weaponized)                                                 | Johnny Messner, Mickey Rourke, Jon Foo, Michael Paré, Taylor Cole                     | dráma                      |
| 2016 | Vörös kutya: A kezdetek (Red Dog: True Blue)                                        | Josh Lucas, Rachael Taylor, Jason Isaacs, Bryan Brown, Thomas Cocquerel               | dráma, családi, romantikus |
| 2016 | Géniusz (Genius)                                                                    | Colin Firth, Jude Law, Nicole Kidman, Laura Linney, Guy Pearce                        | dráma, életrajzi           |
| 2016 | A fegyver rossz végén (End of a Gun)                                                | Steven Seagal, Florin Piersic Jr., Jade Ewen, Jacob Grodnik                           | akció, bűnügyi             |
| 2016 | Visszaszámlálás (Countdown)                                                         | Dolph Ziggler, Glenn "Kane" Jacobs, Katharine Isabelle, Josh Blacker                  | akció, thriller, krimi     |
| 2016 | A kihallgatás (Interrogation)                                                       | Julia Benson, Adam Copeland, Erica Carroll, Patrick Sabongui                          | akció, thriller            |
| 2016 | Kalandorok kapuja (The Warriors Gate)                                               | Mark Chao, Ni Ni, Dave Bautista, Sienna Guillory                                      | akció, kaland              |
| 2016 | Egy egyesült királyság (A United Kingdom)                                           | David Oyelowo, Rosamund Pike, Tom Felton, Jack Davenport                              | dráma, romantikus          |
| 2015 | Tökös csávó 3. (Bad Asses on the Bayou)                                             | Danny Trejo, Danny Glover, John Amos                                                  | akció, vígjáték            |
| 2015 | A Waffle Street farkasa (Waffle Street)                                             | James Lafferty, Danny Glover, Marshall Bell                                           | dráma, vígjáték            |
| 2015 | Ördögűzés Molly Hartley üdvéért (The Exorcism of Molly Hartley)                     | Sarah Lind, Devon Sawa, Peter MacNeill, Gina Holden                                   | horror                     |
| 2015 | Kanyar (Curve)                                                                      | Julianne Hough, Teddy Sears, Penelope Mitchell, Madalyn Horcher                       | horror, thriller           |
| 2015 | A bérgyilkosság (Amsel)                                                             | Ji-hyun Jun, Jung-jae Lee, Jung-woo Ha, Dal-su Oh, Jin-Woong Cho                      | akció, dráma, thriller     |
| 2015 | SPL – Leszámolás napja (Spl: A Time For Consequences )                              | Tony Jaa, Jing Wu, Simon Yam, Jin Zhang, Louis Koo                                    | akció, krimi, thriller     |
| 2012 | Vírusháború (The Viral Factor)                                                      | Jay Chou, Nicholas Tse                                                                | akció, thriller            |

## Díjak, fesztiválok
- 90. Oscar-gála

legjobb film: A víz érintése
legjobb idegen nyelvű film: Egy fantasztikus nő
legjobb rendező: Guillermo del Toro – A víz érintése
legjobb női főszereplő: Frances McDormand – Három óriásplakát Ebbing határában
legjobb férfi főszereplő: Gary Oldman – A legsötétebb óra
legjobb női mellékszereplő: Allison Janney – Én, Tonya
legjobb férfi mellékszereplő: Sam Rockwell – Három óriásplakát Ebbing határában
- 75. Golden Globe-gála

legjobb drámai film: Három óriásplakát Ebbing határában
legjobb komédia vagy musical: Lady Bird
legjobb idegen nyelvű film: Coco
legjobb rendező: Guillermo del Toro – A víz érintése
legjobb színésznő (dráma): Frances McDormand – Három óriásplakát Ebbing határában
legjobb férfi színész (dráma): Gary Oldman – A legsötétebb óra
legjobb színésznő (komédia vagy musical): Saoirse Ronan – Lady Bird
legjobb férfi színész (komédia vagy musical): James Franco – The Disaster Artist
- 31. Európai Filmdíj-gála
- 43. César-gála

legjobb film: 120 dobbanás percenként
legjobb külföldi film: Szeretet nélkül
legjobb rendező: Albert Dupontel – Viszontlátásra odafönt
legjobb színész: Swann Arlaud – Petit paysan
legjobb színésznő: Jeanne Balibar – Barbara
- 71. BAFTA-gála

legjobb film: Három óriásplakát Ebbing határában
legjobb nem angol nyelvű film: A szobalány
legjobb brit film: Három óriásplakát Ebbing határában
legjobb rendező: Guillermo del Toro – A víz érintése
legjobb női főszereplő: Frances McDormand – Három óriásplakát Ebbing határában
legjobb férfi főszereplő: Gary Oldman – A legsötétebb óra
- 38. Arany Málna-gála

legrosszabb film: Az Emoji-film
legrosszabb remake: A sötét ötven árnyalata
legrosszabb rendező: Tony Leondis – Az Emoji-film
legrosszabb női főszereplő: Tyler Perry – Boo 2! A Madea Halloween
legrosszabb férfi főszereplő: Tom Cruise – A múmia
- 3. Magyar Filmdíj-gála

Legjobb játékfilm: Testről és lélekről
Legjobb tévéfilm: Árulók
Legjobb rendező: Enyedi Ildikó – Testről és lélekről
Legjobb forgatókönyvíró: Enyedi Ildikó – Testről és lélekről
Legjobb női főszereplő: Borbély Alexandra – Testről és lélekről
Legjobb férfi főszereplő: Rudolf Péter – 1945
Közönségdíj: Kincsem
- 71. Cannes-i Fesztivál

Arany Pálma: Manbiki kazoku (Bolti tolvajok) – rendező: Koreeda Hirokazu
Nagydíj: BlacKkKlansman (Csuklyások – BlacKkKlansman) – rendező: Spike Lee
A zsűri díja: Capharnaüm (Kafarnaum – A remény útja) – rendező: Nadine Labaki
Legjobb rendezés díja: Paweł Pawlikowski – Zimna wojna (Hidegháború)
Legjobb női alakítás díja: Szamal Eszljamova – Ajka / Айка
Legjobb férfi alakítás díja: Marcello Fonte – Dogman – Kutyák királya
Legjobb forgatókönyv díja (megosztva): 
Dzsafar Panahi – Se rokh (Három nő)
Alice Rohrwacher – Lazzaro Felice (A szent és a farkas)
FIPRESCI-díj: Egy nap

## Halálozások
- január 1. – Tom Heaton, amerikai színész
- január 5. – Jerry Van Dyke, amerikai színész, komikus
- január 5. – Marián Labuda, szlovák színész
- január 7. – Doug Young, amerikai szinkronszínész
- január 8. – Donnelly Rhodes, kanadai színész
- január 8. – David Sherwin, brit forgatókönyvíró
- január 9. – Terence Marsh, Oscar-díjas brit látványtervező
- január 9. – Ujlaky László, Jászai Mari-díjas magyar színművész
- január 10. – David Fisher, brit forgatókönyvíró
- január 11. – Kismányoky Károly, festő, grafikus, animációsfilm-rendező
- január 13. – Jean Porter, amerikai színésznő
- január 14. – Hugh Wilson, amerikai filmrendező, forgatókönyvíró
- január 15. – Peter Wyngarde, brit színész
- január 16. – Bradford Dillman, amerikai színész
- január 16. – Peter Groeger, német színész
- január 16. – Moya O’Sullivan, ausztrál színésznő
- január 17. – Jessica Falkholt, ausztrál színésznő
- január 17. – Kunz Román, gyártásvezető, filmproducer
- január 17. – Simon Shelton, angol színész, filmproducer
- január 19. – Olivia Cole, Emmy-díjas amerikai színésznő
- január 19. – Dorothy Malone, Oscar-díjas amerikai színésznő
- január 21. – Jens Okking, dán színész, politikus
- január 21. – Connie Sawyer, amerikai színésznő
- január 23. – Marcelo Romo, chilei színész
- január 25. – John Morris, amerikai filmzeneszerző
- január 27. – Horesnyi László, Jászai Mari-díjas színművész
- január 30. – Louis Zorich, amerikai színész
- január 30. – Mark Salling, amerikai színész, énekes
- január 31. – Ann Gillis, amerikai színésznő
- január 31. – Alf Humphreys, kanadai színész
- február 2. – Ole Thestrup, dán színész
- február 3. – Rolf Zacher, német színész
- február 4. – Kenneth Haigh, angol színész
- február 4. – John Mahoney, angol-amerikai színész
- február 6. – Kígyós Sándor, Balázs Béla-díjas magyar filmrendező
- február 9. – Reg E. Cathey, Emmy-díjas amerikai színész
- február 9. – John Gavin, amerikai színész
- február 9. – Jóhann Jóhannsson, izlandi zenész, filmzeneszerző
- február 11. – Vic Damone, amerikai színész, énekes, előadóművész
- február 12. – Louise Latham, amerikai színésznő
- február 14. – Antoni Krauze, lengyel rendező, forgatókönyvíró
- február 15. – Lassie Lou Ahern, amerikai színésznő
- február 15. – Pier Paolo Capponi, olasz színész
- február 21. – Emma Chambers, angol színésznő
- február 22. – Nanette Fabray, amerikai színésznő, énekesnő
- február 22. – Tahi Tóth László, Kossuth- és Jászai Mari-díjas színművész
- február 23. – James Colby, amerikai színész
- február 23. – Lewis Gilbert, brit filmrendező
- február 24. – Bud Luckey, amerikai animátor, szinkronszínész, zenész
- február 24. – Sridevi, indiai színésznő, filmproducer
- február 26. – Benjamin Melniker, amerikai filmproducer
- február 26. – Elfriede Irrall, osztrák színésznő
- február 28. – Rogelio Guerra,	mexikói színész
- március 1. – María Rubio, mexikói színésznő
- március 2. – Harry J. Ufland amerikai filmproducer
- március 3. – David Ogden Stiers amerikai színész
- március 11. – Siegfried Rauch német színész
- március 12. – Egervári Klára színésznő, érdemes művész
- március 12. – Oleg Tabakov orosz-szovjet színész
- március 15.(k. n.) – Áts Gyula Jászai Mari-díjas színész
- március 17. – Geneviève Fontanel francia színésznő
- március 17. – Mike MacDonald kanadai komikus, színész
- március 21. – Martha Wallner osztrák színésznő
- március 23. – DuShon Monique Brown amerikai színésznő
- március 24. – Debbie Lee Carrington amerikai színésznő, kaszkadőr
- március 27. – Stéphane Audran, francia színésznő
- március 31. – Luigi De Filippo olasz színész
- március 31. – Bill Maynard angol színész
- április 1. – Steven Bochco, amerikai producer, forgatókönyvíró
- április 2. – Susan Anspach, amerikai színésznő
- április 3. – Mary Hatcher, amerikai színésznő
- április 3. – Körtési Béla, operatőr, fotóművész
- április 4. – Soon-Tek Oh, dél-koreai származású amerikai színész
- április 5. – Tim O’Connor, amerikai színész
- április 5. – Takahata Iszao, japán filmrendező, animátor, forgatókönyvíró, producer
- április 7. – Božidar Smiljanić, horvát színész
- április 8. – Cserje Zsuzsa ,színésznő, színházi kritikus, dramaturg, rendező
- április 8. – Juraj Herz, szlovák származású cseh filmrendező, színész, forgatókönyvíró
- április 8. – Chuck McCann amerikai színész, komikus, producer
- április 11. – Medgyessy Pál, színművész
- április 12. – Alex Beckett, walesi színész
- április 13. – Miloš Forman, Oscar-díjas cseh-amerikai filmrendező
- április 14. – Isabella Biagini, olasz színésznő
- április 14. – Kirk Simon, Oscar-díjas amerikai dokumentumfilmes
- április 15. – R. Lee Ermey, amerikai színész
- április 15. – Vittorio Taviani, olasz filmrendező, forgatókönyvíró
- április 16. – Harry Anderson, amerikai színész
- április 16. – Pamela Gidley, amerikai modell, színésznő
- április 19. – Joël Santoni, francia filmrendező, forgatókönyvíró
- április 20. – John Stride, angol színész
- április 21. – Nyina Dorosina, szovjet-orosz színésznő
- április 21. – Guggi Löwinger, osztrák énekesnő, színésznő
- április 21. – Nelson Pereira dos Santos, brazil filmrendező
- április 21. – Verne Troyer, amerikai színész
- április 22. – Demeter Bitenc, szlovén színész
- április 25. – Michael Anderson, angol filmrendező
- április 26. – Gianfranco Parolini, olasz filmrendező, forgatókönyvíró
- április 27. – Tóth Zoltán, Jászai Mari-díjas színművész
- április 27. – Paul Junger Witt, amerikai film- és televíziós producer
- május 2. – Wolfgang Völz, német színész
- május 3. – Marcello Verziera, olasz ökölvívó, kaszkadőr, színész
- május 4. – John Altamura, amerikai színész
- május 4. – Cathy Godbold, ausztrál színésznő
- május 5. – Adolfo Lastretti, olasz színész
- május 5. – Ermanno Olmi, olasz filmrendező, forgatókönyvíró, operatőr
- május 5. – Fuad Poladov, azeri színész
- május 6. – Paolo Ferrari, olasz színész
- május 6. – Várkonyi Andrea, színésznő
- május 8. – Anne V. Coates, Oscar-díjas brit filmvágó
- május 9. – Czech Attila, operatőr
- május 13. – Margot Kidder, kanadai-amerikai színésznő
- május 16. – Joseph Campanella, amerikai színész
- május 16. – Lucian Pintilie, román filmrendező, forgatókönyvíró
- május 20. – Patricia Morison, amerikai színésznő
- május 21. – Anna Maria Ferrero, olasz színésznő
- május 21. – Allyn Ann McLerie, kanadai születésű amerikai színésznő, énekesnő, táncosnő
- május 21. – Clint Walker, amerikai színész
- május 25.(k. n.) – Csorba Ilona, színésznő
- május 27. – Jánosi Antal, MTV elnöki nívódíjas dramaturg, szerkesztő-rendező
- május 27. – Sas István, Balázs Béla-díjas filmrendező, reklámpszichológus
- május 27. – Szokolay Ottó, Jászai Mari-díjas színművész
- május 30. – Gabriel Gascon, kanadai színész
- május 31. – Michael D. Ford, kétszeres Oscar-díjas angol látványtervező
- június 1. – William Phipps, amerikai színész, filmproducer
- június 8. – Eunice Gayson, angol színésznő
- június 8. – Jackson Odell, amerikai színész
- június 9. – Françoise Bonnot, Oscar-díjas (1970) francia filmvágó
- június 9. – Zhāng Jūnzhāo (Csang Csün-csao), kínai filmrendező, forgatókönyvíró
- június 13. – Paudits Béla, Jászai Mari-díjas színész
- június 14.(k. n.) – Huszár László, színész
- június 16. – Martin Bregman, amerikai filmproducer
- június 16.(k. n.) – Tóth Béla, színész
- június 18. – Maria Rohm, osztrák színésznő
- június 23. – Violeta Rivas, argentin énekes-színésznő
- június 24. – Stanley Anderson, amerikai színész
- június 26.(k. n.) – Garay József, színész
- július 5. – Claude Lanzmann, francia dokumentumfilm-rendező
- július 6. – Vlatko Ilievszki, macedón énekes, színész
- július 8. – Carlo Vanzina, olasz filmrendező, producer, forgatókönyvíró
- július 12. – Robert Wolders, holland színész
- július 12. – Roger Perry, amerikai színész
- július 13. – Stan Dragoti, amerikai filmrendező
- július 14. – Petr Weigl, cseh rendező, forgatókönyvíró, dramaturg
- július 16. – Marija Kohn, horvát színésznő
- július 19. – Hasimoto Sinobu, japán forgatókönyvíró
- július 21. – Elmarie Wendel, amerikai színésznő
- július 23. – Harry Gulkin, Golden Globe-díjas kanadai film- és színházi producer, rendező
- augusztus 1. – Mary Carlisle, amerikai színésznő
- augusztus 3. – Moshé Mizrahi, Oscar-díjas izraeli filmrendező
- augusztus 5. – Charlotte Rae, amerikai színésznő
- augusztus 21. – Barbara Harris, amerikai színésznő
- augusztus 22. – Székhelyi József, Jászai Mari-díjas színész, rendező
- augusztus 23. – Antonio Pennarella, olasz színész
- augusztus 26. – Neil Simon, amerikai drámaíró, forgatókönyvíró
- augusztus 30. – Vanessa Marquez, amerikai színésznő
- szeptember 1. – Spindler Béla, Jászai Mari-díjas színész
- szeptember 6.(k. n.) – Ádám Tamás, színész, rendező
- szeptember 6. – Burt Reynolds, amerikai színész, rendező